# Centaurium litardierei
Centaurium litardierei là một loài thực vật có hoa trong họ Long đởm. Loài này được Ronniger ex Litard. mô tả khoa học đầu tiên năm 1948.